# Ерімон
Ерімон (ірл. — Érimón, Éiremhón) — легендарний верховний король Ірландії (згідно середньовічної ірландської історичної традиції). Час правління: 1286–1272 до н. е. (згідно з «Історією Ірландії» Джеффрі Кітінга) [2] або 1700–1684 р. до н. е. (відповідно до «Хроніки Чотирьох Майстрів») [3]. Син Міля Іспанського (ірл. — Míl Espáine), правнук Бреогана (ірл. — Breoghan) — короля кельтської Галіції (в Іспанії). Був одним з вождів племен, що захопили острів Ірландія і заснували королівську династію «сини Міля». Один з перших великих королів цієї династії. Персонаж чисельних ірландських легенд, міфів, історичних переказів.

## Походження
До походу в Ірландію він був одним з вождів (разом зі своїм братом Ебером Донном) кельтського племені на території Іспанії. Їх двоюрідний дядько Іх (ірл. — Íth) здійснив подорож в Ірландію. Але місцеві вожді, що належали до Племені Богині Дану (ірл. — Tuatha Dé Danann) — Мак Квілл, Мак Кехт, Мак Грейне (ірл. — Mac Cuill, Mac Cecht, Mac Gréine) запідозрили, що він хоче захопити Ірландію і вбили його. Довідавшись про це Ерімон та ЕберДонн вирушили в похід на Ірландію. Вони перемогли Племена Богині Дану в битві при Тальтю (ірл. — Tailtiu). Ебер Донн загинув при завоюванні Ірландії і острів було поділено між двома братами Ерімоном та Ебером Фінном. Ерімону дісталась північна частина острова, а Еберу Фінну — південна. Але Ебер Фінн зажадав бути єдиним королем на острові та між братами спалахнула війна. Під час війни Ебер Фінн був вбитий і Ерімон став єдиним королем острова Ірландія.

## Родина
Ерімон мав двох дружин — Одбу (ірл. — Odba) та Тею (ірл. — Tea). Одба лишилась в Іспанії, вона була матір'ю синів Муймне, Луйгне, Лайгне (ірл. — Muimne, Luigne, Laigne). Тея була з ним в поході в Ірландію і була матір'ю Іріела Файда (ірл. — Íriel Fáid). Ерімон на честь Теї перейменував давню столицю Ірландії — Тару, тому Тара інколи називається Тея Мур (ірл. — Tea mur) — стіна Теї.

## Нащадки
Вважається, що нащадком Ерімона є Флан Да Конгал (ірл. — Flann Da Congall), що мав сина Кінеха (ірл. — Cineth), що мав сина Райгана (ірл. — Raighan), що був предком шляхетного ірландського роду О'Рейган (ірл. — Raighan).

## Правління
Ставши єдиним верховним королем Ірландії, Ерімон поставив на чолі чотирьох васальних королівств Ірландії (Коннахта, Ленстера, Уладу, Мюнстера) своїх людей — Ленстер від дав Крімхану Скяхбелу (ірл. — Crimthann Sciathbél) з роду Фір Домнанн (ірл. — Fir Domnann), Мюнстер віддав чотирьом синам Ебера Фінна — Еру, Орбі, Ферону та Фергану (ірл. — Ér, Orba, Ferón, Fergna), Коннахт віддав Уну та Етану (ірл. — Ún, Étan) — синаю Уйкке (ірл. — Uicce), Улад (Ольстер) — Еберу мак Іру — синові Іра (ірл. — Eber mac Ír).
Ерімон правив Ірландією 12, чи 14, чи 17 років. Під час його правління з Альби (нинішня Шотландія) до Ірландії переселилися Круіхні (пікти) (ірл. — Cruithne) — давні аборигени Шотландії, очевидно неіндоєвропейського походження. Помер Ерімон своєю смертю і трон верховних королів Ірландії успадкували його сини Муймне, Луйгне, Лайгне (ірл. — Muimne, Luigne, Laigne), які правили Ірландією спільно.